# Belciana kenricki
Belciana kenricki là một loài bướm đêm trong họ Noctuidae.